# Максимин Дая
Гай Валерий Галерий Максимин (на латински: Gaius Valerius Galerius Maximinus Daia), по-известен като Максимин II Дая, е римски император през периода 308 – 313 г.
Той е племенник (сестрин син) на Галерий и негов телохранител. Родом е от Мизия, от село в околностите на дн. Гамзиград, Сърбия. Наричан е с прозвището Дая или Даза (т.е. „овчар“), поради селския си произход.

## Управление
Необразован и неопитен, на 1 май 305 г. Максимин Дая е издигнат за младши съимператор с титлата цезар от чичо си, тетрарха Галерий, който съвместно с Констанций Хлор наследил върховната власт в империята като старши император (август), след тържествената абдикация на августите Диоклециан и Максимиан Херкулий.

### Цезар
Максимин Дая е изпратен да ръководи източните провинции: Сирия и Египет, а Флавий Север II, другият цезар, назначен от Галерий, получава Испания и Северна Африка; Галерий управлява Балканите, а Констанций – западните провинции. Целейки да контролира в своя полза баланса на тетрархията, Галерий е издействал за цезари да бъдат признати тези две негови протежета, но само година след това (юли 306 г.) умира западният август Констанций Хлор и в империята започва нова серия от междуособни войни и дестабилизация.
Тетрархията на Диоклециан се оказва тромаво и изкуствено политическо творение, което не успява да удържи на амбициите на недоволните кандидати за трона – самовъздигналите се за императори Константин I (синът на Констанций Хлор) и Максенций (синът на Максимиан Херкулий), които са провъзгласени за императори от легионите, съответно в Галия и Италия. В опит да противостои на претендентите, след неуспешния му опит за военна интервенция в Италия, Галерий издига Лициний на трона и му дава директно сана на август (в края на 308 г.), за да замести Север II, детрониран и убит от Максенций.

### Август
Недоволен от позицията си на младши съимператор, смятайки се за пренебрегнат в императорската йерархия, Дая отказва повече да бъде цезар и подчинен на Галерий, обявява се за август през 310 г. и започва да води самоволна политика, с което още повече увеличава хаоса в управлението. Галерий е принуден да признае и неговата независимост. Летописите на християнския автор Евсевий Кесарийски описват Максимин Дая като неук, избухлив и жесток варварин. Алчен и суеверен, склонен към пиянство и разврат, той нямал способности да управлява добре. Гонител е на християните. Игнорира Сердикийския едикт за толерантност от 311 г. и води антихристиянска политика в източните провинции.
След като Галерий умира през 311 г., започва борба за власт между Максимин Дая и Лициний, от една страна, и Константин I и Максенций от друга. Във войната срещу Лициний, Дая е победен при нашествието си в Тракия (лятото на 313 г.) и побягва към Мала Азия. Може би се самоубива с отрова в Тарс.